# پیتای سینه‌سبز
پیتای سینه‌سبز (نام علمی: Pitta reichenowi) نام یک گونه از تیره پیتا است. این گونه یکی از دو دیتابیس است که فقط در قاره آفریقا یافت می‌شوند.
این گونه در مقایسه با پیتای آنگولایی بسیار شبیه به آن است، اما با یک گردن سبز رنگ با خط چشمی سیاه‌رنگ از آن متمایز می‌شود. این گونه در کامرون، جمهوری آفریقای مرکزی، جمهوری کنگو، جمهوری دموکراتیک کنگو، گابن، و اوگاندا حضور دارد. زیستگاه این پرنده جنگل‌های گرمسیری و نیمه‌گرمسیری در ارتفاعات حدوداً ۱٬۱۰۰ و ۱٬۴۰۰ متری یافت می‌شود.